# Hertz Farmacêutica
A Hertz Farmacêutica (anteriormente Kley Hertz Farmacêutica) é uma farmacêutica brasileira, com sede em Porto Alegre.

## Histórico
Fundada pelo alemão Gerhard Hertz, a história da empresa começou em 1947.
Atualmente, a Hertz é uma das principais indústrias de Medicamentos Isentos de Prescrição (MIPs) no mercado brasileiro. Atua com foco em Consumer Health, com portfólio de mais de 70 marcas, como Resfenol, Helioderm, Hepatilon, Proctosan, Ritmoneuran, entre outros.
A empresa conta com mais de mil colaboradores, uma unidade fabril responsável pela produção de mais de 95 milhões de unidades de medicamentos e produtos de saúde por ano. Além disso, a Hertz possui 4 centros de distribuição que atendem à demanda em todo o território nacional.